# Alcolea del Río
Alcolea del Río é um município da Espanha na província de Sevilha, comunidade autónoma da Andaluzia, de área 50,14 km² com população de 3336 habitantes (2004) e densidade populacional de 66,53 hab/km².

## Demografia
| Variação demográfica do município entre 1991 e 2004 | Variação demográfica do município entre 1991 e 2004 | Variação demográfica do município entre 1991 e 2004 | Variação demográfica do município entre 1991 e 2004 |
| --------------------------------------------------- | --------------------------------------------------- | --------------------------------------------------- | --------------------------------------------------- |
| 1991                                                | 1996                                                | 2001                                                | 2004                                                |
| 3386                                                | 3398                                                | 3338                                                | 3336                                                |